# Marek Heinz
Marek Heinz, född 4 augusti 1977 i Olomouc, är en tjeckisk före detta fotbollsspelare.

## Karriär
Heinz flyttade till bundesligaklubben Hamburger SV 2000, efter tre säsonger med Sigma Olomouc i Tjeckiens högstaliga. I Hamburg fick han begränsat med speltid och hade svårt att etablera sig som startspelare. Han flyttade 2002 till Arminia Bielefeld men hade även där problem med att etablera sig. Det gick dåligt för såväl Heinz som för klubben; man åkte ur Bundesliga och Heinz gjorde inga mål på sina fjorton framträdanden i ligan. Han flyttade efter säsongen hem till Tjeckien och spelade för Baník Ostrava, där han säsongen 2003/2004 vann skytteligan, vilket ledde till en flytt tillbaka till Bundesliga, den här gången till Borussia Mönchengladbach.
Framgången ledde till att Heinz blev uttagen till Tjeckiens trupp till EM 2004. Han gjorde det avgörande 2–1-målet i öppningsmatchen mot Lettland och ett i gruppspelets sista match, mot Tyskland, då Tjeckien åter vann med 2–1.
Under den följande säsongen med Borussia fick Heinz återigen svårt att få regelbunden speltid, och hans tid där blev kortvarig. Han flyttade 2005 till Galatasaray i Turkiet, där han var en del av laget som vann Süper Lig 2005/2006. Efter säsongen spelade han för Tjeckien i VM 2006. Han spelade sin sista landskamp samma höst, mot Danmark. Sammanlagt spelade Heinz 30 matcher för Tjeckien och gjorde på dem fem mål.
Åren efter VM 2006 spelade Heinz för ett flertal klubbar i olika länder, däribland franska Saint-Étienne och FC Nantes, österrikiska Kapfenberger SV och ungerska Ferencváros, innan han flyttade hem till Sigma Olomouc där han 2013 avslutade sin spelarkarriär.